# Catocala adoptiva
Catocala adoptiva är en fjärilsart som beskrevs av Augustus Radcliffe Grote 1874. Catocala adoptiva ingår i släktet Catocala och familjen nattflyn. Inga underarter finns listade i Catalogue of Life.